# Ins stille Land (Schubert)
Pour les articles homonymes, voir Silence (homonymie).
Au pays du silence
Ins stille Land (en français « Au pays du silence »), D. 403, est un lied strophique simple composé par Franz Schubert le 27 mars 1816 sur un texte de Johann Gaudenz Freiherr von Salis-Seewis. D’après Graham Johnson, ce lied est dédié à l’amour de jeunesse de Schubert, Thérèse Grob.

## Contexte
Lorsqu’il compose Ins stille Land, Schubert travaille en tant qu’aide-instituteur dans l’école où enseigne son père. Brigitte Massin qualifie ses perspectives d’avenir et ses conditions d’existence d’alors « des plus normales pour un jeune homme de son âge, fils d’instituteur ». À l'époque, il est d’ores et déjà l’auteur de deux de ses œuvres majeures : Marguerite au rouet et Le Roi des aulnes. Schubert traverse pourtant une période rude constellée de plusieurs échecs qui l’empêchent d’offrir une situation stable à Thérèse Grob, dont il est amoureux. Au début de l’année 1816, le compositeur se met en tête de démissionner de sa fonction d’aide-instituteur pour devenir professeur de musique. C’est ainsi que, quelques jours après avoir écrit Ins stille Land, il postule à la place vacante de « Muzikdirector » à l’École normale allemande de Laibach. Bien qu’appuyée par son professeur Antonio Salieri, sa candidature se voit refusée au mois de septembre 1816.
Malgré tout, Schubert ne s’arrête pas de composer. Ses échecs semblent même produire sur lui l’effet inverse. Au cours des premières semaines de l'année 1816, et avant même d'avoir écrit Ins stille Land, il a déjà composé une vingtaine de lieder sur des textes de cinq poètes différents. D'après Christopher Howard Gibbs, la découverte  des poèmes de Johann Gaudenz Freiherr von Salis-Seewis l'année précédente va déterminer Schubert à mettre en musique ces derniers. Le 11 février 1816, il s'attelle pour la première fois à la tâche en écrivant Das Grab D.329a. Le 27 mars de la même année, il recommence l'exercice avec Ins stille Land D. 403 et Der Herbstabend D. 405. S'ensuit alors l'écriture de cinq autres lieder jusqu'à la fin du mois suivant. En parallèle, Schubert compose divers œuvres instrumentales, notamment des musiques de danse et d'église ainsi que quelques sonatines. Cependant, toutes ces nouvelles compositions ne lui permettent pas de sortir de sa situation précaire. C’est seulement le 17 juin 1816 qu’il commence à composer pour de l’argent.

## Texte
| Texte original | Traduction |
| --- | --- |
| Ins stille Land! Wer leitet uns hinüber? Schon wölkt sich uns der Abendhimmel trüber, Und immer trümmervoller wird der Strand. Wer leitet uns mit sanfter Hand Hinüber! Ach! Hinüber Ins stille Land? Ins stille Land! Zu euch, ihr freien Räume Für die Veredlung! zarte Morgenträume Der schönen Seelen! künft’gen Daseins Pfand Wer treu des Lebens Kampf bestand, Trägt seiner Hoffnung Keime Ins stille Land. Ach Land! ach Land! O Land Für alle Sturmbedrohten. Der mildeste von unsers Schicksals Boten Winkt uns, die Fackel umgewandt, Und leitet uns mit sanfter Hand Ins Land der großen Toten Ins stille Land. | Au pays du silence ! Qui nous y mènera ? Au soir déjà le ciel se couvre de nuages, Et la rive n’est plus que cendres et que ruines. Ah ! Qui nous mènera, d’une main bienveillante, Là-haut, là-haut, Au pays du silence ? Au pays du silence ! Vers vous, libres espaces Où l’on se sent grandi ! Doux rêves matinaux Des belles âmes ! Gage de l’être à venir ! Qui a su soutenir le combat de la vie Porte de ses espoirs la floraison naissante Au pays du silence. Ô pays ! ô pays Cher à ceux qui sont las du fracas des tempêtes ! Le plus doux messager de notre destinée Nous fait un signe, en brandissant sa torche, Et nous conduit d’une main bienveillante Au pays des morts vénérables, Au pays du silence. |

Le texte d’Ins stille Land est directement repris du poème Lied de Johann Gaudenz Freiherr von Salis-Seewis publié en 1805 dans son recueil Iris. Schubert se tourne fréquemment vers ses poèmes. Entre 1816 et 1817, il ne compose pas moins de treize lieder, dont sept entre le mois de mars et d’avril 1816. Ces compositions semblent avoir eu de l'importance pour Schubert, et en particulier Ins stille Land, car il en fait de nombreuses copies.
Le poème prend pour thème la béatitude éternelle à laquelle Dieu nous convoquera tous. Salis décrit un pays tranquille qui, en réalité, mène également à une mort douce. De manière générale, les lieder que Schubert compose durant cette période de sa vie ont en commun "le même sentiment de tristesse, la même attirance vers la mort, qu'elle soit souhaitée ou présente". 

## Éditions
Il existe quatre versions autographes différentes du lied Ins stille Land. La première, datée du 27 mars 1816, en sol mineur s’intitule « Lied. Salis. ». La deuxième, quelque peu révisée, en est la transposition en la mineur. Elle date d’avril 1816 et s’intitule simplement « Lied. ». Plusieurs copies contemporaines de cette version attestent de la circulation de l’œuvre. La troisième version se trouve dans la collection de lieder dédiée à Thérèse Grob. Celle-ci comprend un prélude de deux mesures en la mineur et une indication de mouvement : Langsam mit Sehnsucht (en français « Lent avec nostalgie »). Bien qu’elle ait été réalisée plus tard, elle est datée de mars 1816. Enfin, la dernière version, plus tardive, est réalisée en août 1823 pour un ami de Schubert et comporte une introduction de trois mesures. 

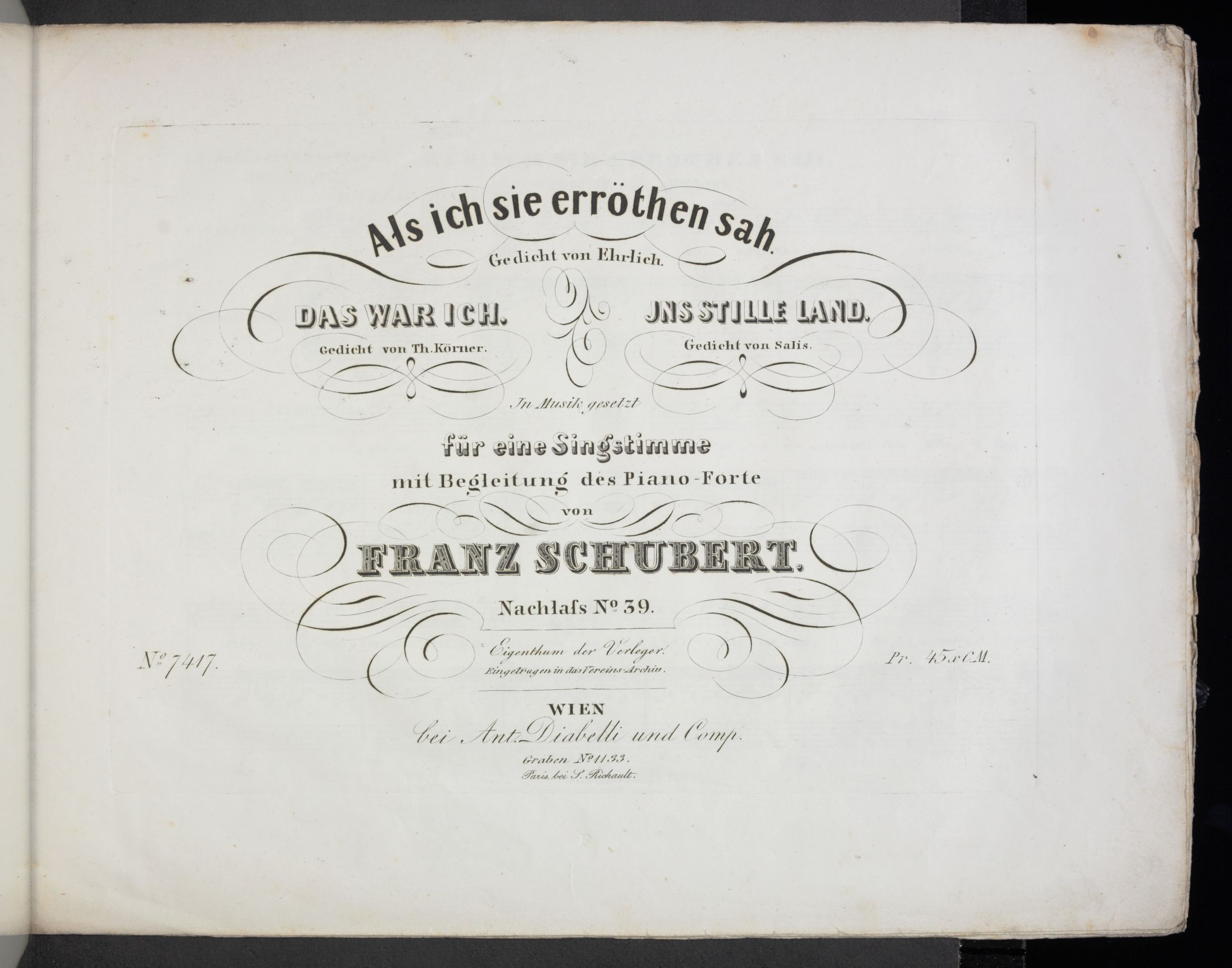
Première publication dIns stille Land, Österreichische Nationalbibliothek

 L’autographe de la première version se trouve à la Bibliothèque d’État du patrimoine culturel prussien de Berlin. Celui de la deuxième version est conservé à la Bibliothèque municipale de Vienne. 
Ins stille Land est publié pour la première fois à Vienne en 1845, dix-sept ans après la mort de Franz Schubert, par Anton Diabelli dans le 39ème livre de son Nachlass, édition posthume des œuvres que le compositeur a laissées derrière lui après sa mort. Le lied est publié aux côtés de deux autres: Als ich sie erröthen sah D. 153 et Das war ich D. 174. Diabelli a pris comme source de cette première édition la première version autographe de Schubert et y a ajouté un prélude inauthentique au piano. La deuxième version est publiée dans la « Gesamtausgabe » (édition intégrale) en 1895. Les deux dernières n’apparaissent que dans des éditions privées.
Il est à noter que Schubert a réutilisé la musique d’Ins stille Land dans la version finale de Nur wer die Sehnsucht kennt, quatrième lied de son cycle 4 Gesänge aus « Wilhelm Meister » D. 877. En 1826, le compositeur réécrit ce lied qu’il n’a jamais eu le sentiment de maîtriser. Originellement, celui-ci était prévu pour deux voix avec piano. Schubert, après en avoir écrit une version pour cinq voix masculines, le transforme en un lied pour voix seule avec piano qui, dans tous ses paramètres musicaux, est étroitement lié à Ins stille Land. Les deux partitions comportent effectivement beaucoup de similitudes. Toutes deux sont écrites en la mineur et en 6/8. Qui plus est, les notes des mélodies, tout comme celles des accompagnements, sont pratiquement semblables. En revanche, Nur wer die Sehnsucht kennt comprend davantage de mesures et quelques différences rythmiques.

## Analyse de l’œuvre
Tout comme les autres lieder écrit sur des textes de Salis, Ins stille Land est d’envergure modeste. Il ne comporte qu'une vingtaine de mesures répétées deux fois. Les différents couplets du lied sont de forme A-B-A. Leurs répétitions offrent au chanteur et au pianiste la possibilité de faire des ornementations et des variations mélodiques, comme il est de coutume à l’époque de Schubert. 
Graham Johnson attribue à ce lied un « pouvoir et une portée émotionnelle assez démesurés par rapport à sa longueur et à ses moyens musicaux ». Pour lui, c’est incontestablement un maître qui a écrit ce lied. John Reed, quant à lui, le qualifie « d’une beauté envoûtante, entre le doux et la tristesse, entre le chagrin et l’espoir ». 
Sur papier, les différentes versions diffèrent peu les unes des autres. Malgré tout, les quelques changements apportés parviennent à altérer la chanson dans son entièreté. La première version est dans une tonalité sombre : sol mineur. La seconde, en la mineur, est plus brillante mais sensiblement plus triste et plaintive que la précédente. Contrairement à cette dernière, la deuxième version comprend un prélude qui annonce la couleur du lied et lui donne plus de poids. Cette propre introduction de Schubert consiste uniquement en un arpège tonique, sonné deux fois.
Le lied est sur une mesure en 6/8. Johnson affirme que la mélodie, plaintive et mineure, a été conçue pour le premier couplet du poème. Effectivement, la majorité des phrases mélodiques se concluent en même temps qu’un vers. Les phrasés du deuxième couplet et du troisième sont moins intuitifs. Ainsi, les partitions regorgent de recommandations concernant les respirations et les phrasés. 
L’accompagnement d’Ins stille Land, simple et serein, introduit toutes sortes de petites touches expressives, chromatiques et douloureuses pour accentuer le caractère poignant de la chanson. Ainsi, le do dièse joué par le piano sur le mot « Land » introduit un pincement de peur et de douleur qui se résout délicatement dans le passage en douceur de l’âme vers le royaume des cieux. Ce do dièse est « un merveilleux exemple de la capacité de Schubert à transformer une séquence familière avec une inflexion inattendue ». Il est également à remarquer que Schubert profite de chaque partie médiane des couplets pour changer le rythme de son accompagnement et pour moduler.

## Discographie sélective
Certaines interprétations d’Ins stille Land ne comportent qu’un seul couplet sur trois. Ces versions sont ici accompagnées d’un astérisque. Plusieurs interprètes affirment que les deux derniers couplets sont moins bien adaptés à la prosodie du poème.
| Date  | Chant                    | Piano               | Titre de l'album                                              | Label               |
| ----- | ------------------------ | ------------------- | ------------------------------------------------------------- | ------------------- |
| 1970* | Dietrich Fischer-Dieskau | Gerald Moore        | Schubert : Lieder (Vol. 1)                                    | Deutsche Grammophon |
| 1984  | Margaret Price           | Wolfgang Sawallisch | Schubert : Lieder                                             | Orfeo               |
| 1992  | Margaret Price           | Graham Johnson      | The Hyperion Schubert Edition, Vol. 15                        | Hyperion            |
| 2001  | Dorothee Jansen          | Francis Grier       | Schubert : New Perspectives, Vol. 1                           | SOMM Recordings     |
| 2008  | Matthias Goerne          | Helmut Deutsch      | Schubert : An mein Herz                                       | Harmonia Mundi      |
| 2009* | Jan Kobow                | Ulrich Eisenlohr    | Schubert, F. : Lied Edition 30 – Poets of Sensibilité, Vol. 6 | Naxos               |
| 2014* | Ian Bostridge            | Julius Drake        | Songs by Schubert 2                                           | Wigmore Hall Live   |

#### Ouvrages
- Brigitte Massin, Franz Schubert, Paris, Fayard, 1977, p. 93
- Christopher Howard Gibbs, Schubert, New York, Cambridge University Press, 1997
- (en) John Reed, The Schubert Companion, Manchester, Manchester University Press, 1997 (lire en ligne), p. 283

- Otto Erich Deutsch, Franz Schubert Thematisches Verzeichnis seiner Werke in chronologische Folge, Cassel, Bärenreiter, 1978
- Walter Dürr, Franz Schubert. Neue Ausgabe sämtlicher Werke : Lieder, vol. IV, t. 10, Cassel, Bärenreiter, 2002

#### Articles et notices discographiques
- Graham Johnson, « Lied "Ins stille Land", D403a/b », disponible sur https://www.hyperion-records.co.uk/, 1992
- James Leonard, « Franz Schubert. Lied ("In's stille Land"), song for voice & piano (two versions), D. 403 », disponible sur https://www.allmusic.com/, 2009 (consulté le 2 décembre 2019)
- Richard Strokes, « Ian Bostridge sings Schubert - 2 », disponible sur https://wigmore-hall.org.uk/, 2015
- Ulrich Eisenlohr, « Franz Peter Schubert (1797-1828). Dichter der Empfindsamkeit, 6 », disponible sur https://www.naxos.com/, 2009